# ميناء نواكشوط
ميناء الصداقة وهو أكبر ميناء في موريتانيا وهو بوابتها على العالم الخارجي ومنه تستقبل جل وارداتها وكما ان الواردات المتوجة إلى جمهورية مالي تأتي أيضا عن طريقه نظرا إلى ان مالى لاتملك حدودا بحرية.
تم انشائه بالتعاون بين الحكومة الموريتانية وحومة الصين الشعبية، ورغم مايشكله موقع الميناء من خطورة على البيئة حيث انه يحتجز حركة الرمال على شاطئ المحيط الأطلسي ونييجة لذلك تجمعت كثبان رملية شمال الميناء وفي المقابل إلى الجنوب منه تشكلت حفرة كبيرة وأصبح البحر مكشوفا حيث أصبحت العاصمة مهددة بالفيضانات كل سنة في موسم الأمطار أو إذا ما ارتفع مستوى البحر, هذا بالإضافة إلى المشاكل اللوجستة والتقنية حيث ان رصيف الميناء غير مؤهل لأستقبال الشحنات الثقيلة فغالبا مايتم تفريغ بعض الشحنات في ميناء داكار ومن ثم يتم نقلها برا إلى موريتانيا.